# Orçamento de carbono

Esta figura descreve as taxas nas quais as emissões globais de CO_{2} devem diminuir após 2024 para limitar o aumento da temperatura global a 1,5, 1,7 ou 2,0 graus Celsius sem depender de emissões líquidas negativas.

Um orçamento de carbono é um conceito utilizado na política das mudanças climáticas [en] para ajudar a estabelecer metas de redução de emissões de gases de efeito estufa de maneira justa e eficaz. Ele examina a "quantidade máxima de emissões cumulativas líquidas globais antropogênicas de dióxido de carbono (CO2) que resultariam na limitação do aquecimento global a um determinado nível".:2220 Um orçamento de carbono que manterá o aquecimento global abaixo de um limite de temperatura especificado também é chamado de orçamento de emissões, cota ou emissões permitidas. Pode ser expresso em relação ao período pré-industrial (o ano de 1750). Nesse caso, é o orçamento total de carbono. Ou pode ser expresso a partir de uma data específica recente em diante. Nesse caso, é o orçamento de carbono remanescente.:2220
Além de limitar o aumento da temperatura global, outro objetivo de tal orçamento de emissões pode ser limitar o elevação do nível do mar.
Cientistas combinam estimativas de vários fatores contribuintes para calcular o orçamento de carbono. As estimativas levam em conta as evidências científicas disponíveis, bem como julgamentos de valor ou escolhas.
Orçamentos globais de carbono podem ser subdivididos em orçamentos nacionais de emissões. Isso pode ajudar os países a estabelecer suas próprias metas de emissões. Orçamentos de emissões indicam uma quantidade finita de dióxido de carbono que pode ser emitida ao longo do tempo antes de resultar em níveis perigosos de aquecimento global. A mudança na temperatura global é independente da fonte dessas emissões e é amplamente independente do momento em que essas emissões ocorrem.
Para traduzir orçamentos globais de carbono para o nível nacional, é necessário fazer um conjunto de julgamentos de valor sobre como distribuir o orçamento de carbono remanescente entre todos os diferentes países. Isso deve levar em conta aspectos de equidade e justiça entre os países bem como outras escolhas metodológicas. Há muitas diferenças entre as nações, como tamanho da população, nível de industrialização, emissões históricas e capacidades de mitigação. Por essa razão, cientistas estão tentando alocar orçamentos globais de carbono entre os países usando vários princípios de equidade.

## Definição
O Sexto Relatório de Avaliação do IPCC define orçamento de carbono como os seguintes dois conceitos::2220
- "Uma avaliação das fontes e sumidouros do ciclo do carbono em nível global, por meio da síntese de evidências de emissões de combustíveis fósseis e cimento, emissões e remoções associadas ao uso da terra e mudança no uso da terra, fontes e sumidouros de dióxido de carbono (CO2) oceânicos e terrestres naturais, e a consequente mudança na concentração atmosférica de CO2. Isso é referido como o orçamento global de carbono."; ou
- "A quantidade máxima de emissões cumulativas líquidas globais antropogênicas de CO2 que resultaria na limitação do aquecimento global a um determinado nível com uma determinada probabilidade, levando em conta o efeito de outros forçadores climáticos antropogênicos. Isso é referido como o orçamento total de carbono quando expresso a partir do período pré-industrial, e como o orçamento de carbono remanescente quando expresso a partir de uma data específica recente."

Orçamentos globais de carbono podem ser divididos em orçamentos nacionais de emissões, para que os países possam estabelecer metas específicas de mitigação climática.
Um orçamento de emissões pode ser distinguido de uma meta de emissões [en], pois uma meta de emissões pode ser estabelecida internacional ou nacionalmente de acordo com objetivos diferentes de uma temperatura global específica e é comumente aplicada às emissões anuais em um único ano.

## Estimativas

### Orçamento de carbono recente e remanescente
Várias organizações fornecem atualizações anuais do orçamento de carbono remanescente, incluindo o Global Carbon Project [en], o Instituto de Pesquisa Mercator sobre Bens Comuns Globais e Mudanças Climáticas [en] (MCC) e o projeto CONSTRAIN. Em março de 2022, antes da publicação formal do "Orçamento Global de Carbono 2021" pré-impressão, cientistas relataram, com base em dados do Carbon Monitor (CM), que após declínios recordes causados pela pandemia de COVID-19 [en] em 2020, as emissões globais de CO2 rebateram fortemente em 4,8% em 2021, indicando que, na trajetória atual, o orçamento de carbono para uma probabilidade de 2⁄3 de limitar o aquecimento a 1,5 °C seria esgotado em 9,5 anos.
Em abril de 2022, o agora revisado e oficialmente publicado Orçamento Global de Carbono 2021 [en] concluiu que as emissões de CO2 fóssil rebateram dos níveis pandêmicos em cerca de +4,8% em relação às emissões de 2020 – retornando aos níveis de 2019.
Ele identifica três questões principais para melhorar a precisão confiável do monitoramento, mostra que a China e a Índia superaram os níveis de 2019 (em 5,7% e 3,2%), enquanto a UE e os EUA permaneceram abaixo dos níveis de 2019 (em 5,3% e 4,5%), quantifica várias mudanças e tendências, pela primeira vez fornece estimativas de modelos vinculadas ao relatório oficial dos inventários de GEE [en] dos países, e sugere que o orçamento de carbono remanescente em 1 de janeiro de 2022 para uma probabilidade de 50% de limitar o aquecimento global a 1,5 °C (embora um excedente temporário seja esperado) é de 120 GtC (420 GtCO2) – ou 11 anos de níveis de emissões de 2021.
Isso não significa que provavelmente restam 11 anos para cortar emissões, mas que, se as emissões permanecessem as mesmas, em vez de aumentar como em 2021, restariam 11 anos de emissões constantes de GEE no cenário hipotético em que todas as emissões cessassem repentinamente no 12º ano. (A probabilidade de 50% pode ser descrita como um tipo de requisito mínimo de negação plausível, pois probabilidades menores tornariam a meta de 1,5 °C "improvável".) Além disso, outros rastreadores mostram (ou destacam) quantidades diferentes de orçamento de carbono restantes, como o MCC, que em maio de 2022 mostra "7 anos e 1 mês restantes" e diferentes probabilidades têm diferentes orçamentos de carbono: uma probabilidade de 83% significaria 6,6 ±0,1 anos restantes (terminando em 2028) de acordo com dados do CM.
Em outubro de 2023, um grupo de pesquisadores atualizou o orçamento de carbono, incluindo o CO2 emitido entre 2020-2022 e novas descobertas sobre o papel da presença reduzida de partículas poluentes na atmosfera. Eles descobriram que podemos emitir 250 GtCO2 ou 6 anos de emissões no nível atual a partir de janeiro de 2023, para ter 50% de chance de ficar abaixo de 1,5 grau. Para atingir essa meta, a humanidade precisará zerar as emissões de CO2 até o ano de 2034. Para ter 50% de chance de ficar abaixo de 2 graus, a humanidade pode emitir 1220 GtCO2 ou 30 anos de emissões no nível atual.

### Orçamento de carbono em gigatoneladas e fatores

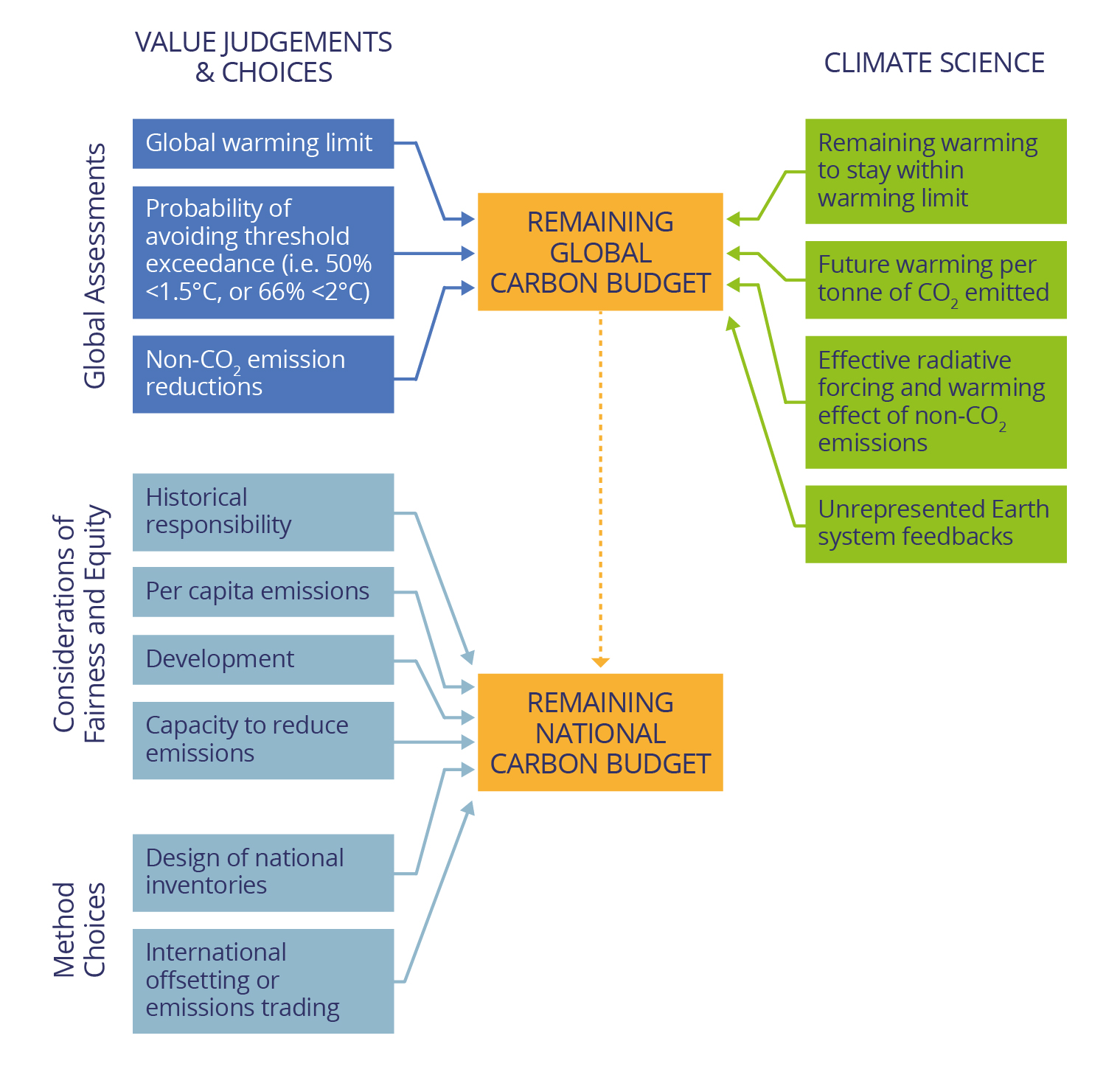
Estimar o orçamento de carbono remanescente em nível global depende da ciência climática e de julgamentos de valor ou escolhas. Para traduzir um orçamento global para o nível nacional, mais julgamentos de valor e escolhas devem ser feitos.

A descoberta de uma relação quase linear entre o aumento da temperatura global e as emissões cumulativas de dióxido de carbono [en] incentivou a estimativa de orçamentos globais de emissões para permanecer abaixo de níveis perigosos de aquecimento. Desde o período pré-industrial (ano de 1750) até 2019, aproximadamente 2390 gigatoneladas de CO2 (Gt CO2) já foram emitidas globalmente.
Estimativas científicas dos orçamentos globais de emissões remanescentes/cotas diferem devido a abordagens metodológicas variadas e considerações de limiares. As estimativas podem não incluir todos os feedbacks de mudanças climáticas amplificadores, embora as avaliações de orçamentos de carbono mais autorizadas, conforme resumidas pelo IPCC, as considerem explicitamente. Cientistas avaliam o tamanho dos orçamentos de carbono remanescentes usando estimativas de:
- aquecimento passado causado por atividades humanas,
- a quantidade de aquecimento por unidade cumulativa de emissões de CO2 (também conhecida como |Resposta Climática Transitória às Emissões Cumulativas de dióxido de carbono [en], ou TCRE),
- a quantidade de aquecimento que ainda poderia ocorrer uma vez que todas as emissões de CO2 sejam interrompidas (conhecida como Compromisso de Emissões Zero[30]), e
- o impacto de feedbacks do sistema terrestre que de outra forma não seriam cobertos.

As estimativas variam de acordo com a meta de temperatura global escolhida, a probabilidade de permanecer abaixo dessa meta e a emissão de outros gases de efeito estufa não-CO2 (GEEs). Essa abordagem foi aplicada pela primeira vez no Relatório Especial sobre Aquecimento Global de 1,5 °C de 2018 pelo IPCC, e também foi usada em sua Contribuição do Grupo de Trabalho I para o Sexto Relatório de Avaliação de 2021.
As estimativas do orçamento de carbono dependem da probabilidade de evitar um limite de temperatura e do aquecimento projetado causado por emissões não-CO2. Essas estimativas assumem que as emissões não-CO2 também são reduzidas em linha com cenários de descarbonização profunda que alcançam emissões líquidas zero de CO2. As estimativas do orçamento de carbono, portanto, dependem do sucesso da sociedade em reduzir as emissões não-CO2 junto com as emissões de dióxido de carbono. Cientistas estimaram que os orçamentos de carbono remanescentes podem ser 220 Gt CO2 maiores ou menores, dependendo do sucesso na redução das emissões não-CO2.
| Aquecimento global em relação a 1850-1900 | 17%  | 33%  | 50%  | 66%  | 83% |
| ----------------------------------------- | ---- | ---- | ---- | ---- | --- |
| 1,5 °C                                    | 900  | 650  | 500  | 400  | 300 |
| 1,7 °C                                    | 1450 | 1050 | 850  | 700  | 550 |
| 2,0 °C                                    | 2300 | 1700 | 1350 | 1150 | 900 |

## Caminhos para permanecer dentro do orçamento de carbono

### Orçamentos nacionais de emissões
Orçamentos de carbono são aplicáveis ao nível global. Para traduzir esses orçamentos globais de carbono para o nível nacional, é necessário fazer um conjunto de julgamentos de valor sobre como distribuir o orçamento total e remanescente de carbono. Dadas as muitas diferenças entre as nações, incluindo, mas não se limitando a, população, nível de industrialização, histórico de emissões nacionais e capacidades de mitigação, cientistas têm tentado alocar orçamentos globais de carbono entre os países usando métodos que seguem vários princípios de equidade. Alocar orçamentos nacionais de emissões é comparável a compartilhar o esforço para reduzir as emissões globais, sublinhado por algumas suposições de responsabilidade em nível estatal pelas mudanças climáticas. Muitos autores realizaram análises quantitativas que alocam orçamentos de emissões, muitas vezes abordando simultaneamente disparidades nas emissões históricas de GEE entre as nações.
Um princípio orientador usado para alocar orçamentos globais de emissões às nações é o princípio de "responsabilidades comuns mas diferenciadas [en] e capacidades respectivas", incluído na Convenção-Quadro das Nações Unidas sobre Mudança do Clima (UNFCCC). Esse princípio não é definido em mais detalhes na UNFCCC, mas é amplamente entendido como reconhecendo as diferentes contribuições cumulativas históricas das nações para as emissões globais, bem como seus diferentes estágios de desenvolvimento. Dessa perspectiva, os países com maiores emissões durante um período determinado (por exemplo, desde a era pré-industrial até o presente) são os mais responsáveis por abordar o excesso de emissões, assim como os países mais ricos. Assim, seus orçamentos nacionais de emissões devem ser menores do que os de países que poluíram menos no passado ou são mais pobres. O conceito de responsabilidade histórica nacional pelas mudanças climáticas prevaleceu na literatura desde o início dos anos 1990 e tem sido parte dos principais acordos internacionais sobre mudanças climáticas (UNFCCC, o Protocolo de Quioto e o Acordo de Paris). Consequentemente, os países com as maiores emissões históricas cumulativas têm a maior responsabilidade de tomar as ações mais fortes e ajudar os países em desenvolvimento a mitigar suas emissões e se adaptar às mudanças climáticas. Esse princípio é reconhecido em tratados internacionais e tem sido parte das estratégias diplomáticas dos países em desenvolvimento, que argumentam que precisam de orçamentos de emissões maiores para reduzir a inequidade e alcançar o desenvolvimento sustentável.
Outro princípio de equidade comum para calcular orçamentos nacionais de emissões é o princípio "igualitário". Esse princípio estipula que os indivíduos devem ter direitos iguais, e, portanto, os orçamentos de emissões devem ser distribuídos proporcionalmente de acordo com as populações dos estados. Alguns cientistas, portanto, defenderam o uso de emissões per capita nacionais nos cálculos de orçamentos de emissões nacionais. Esse princípio pode ser favorecido por nações com populações maiores ou em rápido crescimento, mas levanta a questão de se os indivíduos podem ter o direito de poluir.
Um terceiro princípio de equidade que tem sido empregado nos cálculos de orçamentos nacionais considera a soberania nacional. O princípio da "soberania" destaca o direito igual das nações de poluir. O método de grandfathering para calcular orçamentos nacionais de emissões usa esse princípio. O grandfathering aloca esses orçamentos proporcionalmente às emissões em um determinado ano base, e tem sido usado em regimes internacionais como o Protocolo de Quioto e na fase inicial do Esquema de Comércio de Emissões da União Europeia (EU ETS) Esse princípio é frequentemente favorecido por países desenvolvidos, pois aloca orçamentos de emissões maiores para eles. No entanto, publicações recentes destacam que o grandfathering não é apoiado como um princípio de equidade, pois "cria 'vieses em cascata' contra estados mais pobres, não é um 'padrão de equidade'". Outros estudiosos destacaram que "tratar os estados como proprietários dos direitos de emissão tem consequências moralmente problemáticas".